# (319) Leona
Leona és l'asteroide número 319, situat al cinturó d'asteroides. Fou descobert per l'astrònom Auguste Charlois des de l'observatori de Niça, (França), el 8 d'octubre del 1891.